# ローレンシャン山地

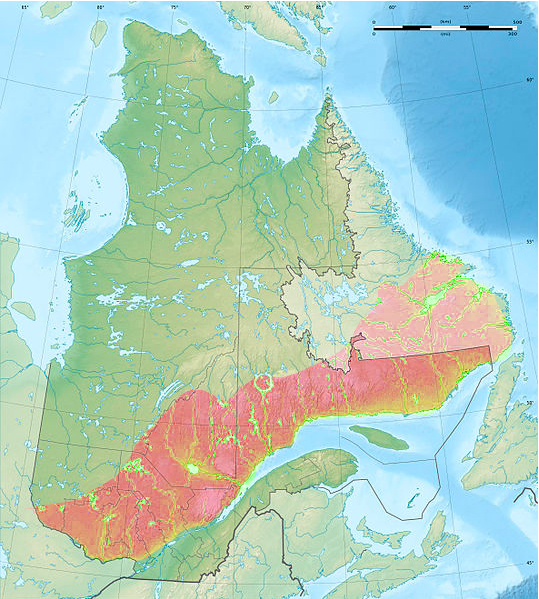
ローレンシャン山地（茶色部分）

ローレンシャン山地（ローレンシャンさんち、英語: Laurentian Mountains）はフランス語ではレ・ロランティード（フランス語: Les Laurentides）と呼ばれ、カナダ・ケベック州南部にある山地で、セントローレンス川とオタワ川の北に位置する。ケベック市北東のロランティード野生生物保護区（Réserve faunique des Laurentides）にあるラウル＝ブランシャール山（Mont Raoul-Blanchard）が最高地点（1,166メートル）である。ガティノー川、ラソンプション川、リエーヴル川、モンモランシー川、ノール川、サンモーリス川などがこの山地にあるサンジャン湖などの沢山の湖から流れ出ている。
米国との国境を越えて南にあるニューヨーク州アディロンダック山地は、誤ってアパラチア山脈に含まれることもあるが、ローレンシャン山地の延長線上にあるといえる。
ロランティードはケベック州の地域名の1つでもあるが、同じ名前を引き継ぐこの山地はケベック首都地域、ウタウエ地域など他の6つの地域にもまたがっている。ローレンシャン山地の丘陵地帯は、オペオンゴ丘陵（Collines Opeongo）として知られている。
この山地は世界で最も古い山脈のひとつであり、5億4000万年前のカンブリア紀以前に堆積した岩石により成り立っている。ローレンシャン山地は、約10億年前にさかのぼるグレンヴィル造山運動（Grenville orogeny）の中心部分であった。
ローレンシャン山地でも、大都市のオタワやモントリオールの北部近郊は、古くから観光地・保養地として知られていて、紅葉見物やスキーに多くの観光客が訪れる地域でもある。